# Mintraching
Mintraching – miejscowość i gmina w Niemczech, w kraju związkowym Bawaria, w rejencji Górny Palatynat, w regionie Ratyzbona, w powiecie Ratyzbona. Leży około 12 km na południowy wschód od Ratyzbony, przy linii kolejowej Pasawa–Drezno.

## Dzielnice
W skład gminy wchodzą następujące dzielnice: Allkofen, Auhof, Aukofen, Gengkofen, Leiterkofen, Mangolding, Mintraching, Moosham, Neuallkofen, Rempelkofen, Roith, Rosenhof, Scheuer, Schwaighof, Sengkofen, Siffkofen, St. Gilla, Tiefbrunn i Wolfskofen.